# Ljubovac
Lubavec en albanais et Ljubovac en serbe latin (en serbe cyrillique : Љубовац) est une localité du Kosovo située dans la commune/municipalité de Skenderaj/Srbica et dans le district de Mitrovicë/Kosovska Mitrovica. Selon le recensement kosovar de 2011, elle compte 754 habitants, tous albanais.

## Démographie

### Évolution historique de la population dans la localité
| 1948 | 1953 | 1961 | 1971 | 1981 | 1991  | 2011 |
| ---- | ---- | ---- | ---- | ---- | ----- | ---- |
| 531  | 581  | 615  | 676  | 879  | 1 019 | 754  |

|  |